# Platyoides velonus
Platyoides velonus är en spindelart som beskrevs av Norman I. Platnick 1985. Platyoides velonus ingår i släktet Platyoides och familjen Trochanteriidae.
Artens utbredningsområde är Madagaskar. Inga underarter finns listade i Catalogue of Life.